# Barrio San Vicente (Cabimas)
San Vicente es uno de los sectores que conforman la ciudad de Cabimas en el estado Zulia (Venezuela). Pertenece a la parroquia Jorge Hernández.

## Ubicación
Se encuentra entre los sectores Barlovento al norte (calle San Vicente), la urbanización Panamá al este (Av 33), y El Lucero al sur y oeste (calle Panamá y Av 32).

## Zona Residencial
San Vicente toma su nombre de una sinuosa calle que une la Av 32 con la calle Santa Clara y que se encuentra al norte del barrio, se encuentra delimitado por esta y las rectas de la 32, la Panamá y la 33. En la periferia de Cabimas, algunas de sus calles son de tierra.

## Vialidad y Transporte
La vía principal es la Av 32 entre la calle San Vicente y la carretera M o Panamá, la Panamá y la av 33 también son rectas, pero no se encuentran en buen estado en el barrio, sus calles internas son sinuosas y estrechas algunas de tierra.

## Sitios de Referencia
- Petrograva. Empresa Contratista. Carretera M con Av 33.